# Ramón Rivas
Juan Ramón Rivas Contreras (Nueva York, 16 de marzo de 1966) es un exjugador de baloncesto puertorriqueño. Se convirtió en el segundo jugador en la historia de Puerto Rico en debutar en la NBA, tras Alfred Lee, al firmar como agente libre por los Boston Celtics en la temporada 1988-89 con los que llegó a disputar 28 partidos.
Sin embargo sus mejores momentos como jugador de baloncesto los vivió en las canchas de Europa a donde llegó de la mano del Taugres Baskonia en la temporada 1989-90. El hecho de conseguir rápidamente la nacionalidad española hizo que su trayectoria en el Viejo Continente fuese muy prolífica llegando a jugar en el F. C. Barcelona y el Cáceres C.B de la liga ACB, así como en el AEK Atenas BC de la HEBA griega y en el Zara Imballaggi Fabriano de la LEGA italiana.
Entre los títulos que logró destacan el de campeón de la Recopa de Europa con el Taugrés Vitoria en la temporada 1995-96 (competición de la que además resultó elegido MVP de la final) y el de campeón de la Copa del Rey con el mismo equipo de la temporada 1994-95. Además también se proclamó campeón de la liga ACB en la temporada 1996-97 cuando defendía los colores del F. C. Barcelona.

## Trayectoria deportiva
- 1983-84 Universidad de Puerto Rico.
- 1984-90-1999 BSN: Gigantes de Carolina
- 1985-88 NCAA: Universidad de Temple.
- 1988-89 NBA: Boston Celtics.
- 1989-96 liga ACB: Taugrés Vitoria.
- 1996-97 liga ACB: F. C. Barcelona Banca Catalana.
- 1997-98 HEBA: AEK Atenas BC. (Cortado tras nueve partidos).
- 1997-98 liga ACB: Cáceres C.B.
- 1998-99 LEGA: Zara Imballaggi Fabriano.

## Palmarés
- 1994-95 Campeón de la Copa del Rey. Taugrés Vitoria.
- 1995-96 Campeón de la Recopa de Europa de Baloncesto. Taugrés Vitoria.
- 1996-97 Campeón de la liga ACB. F. C. Barcelona Banca Catalana.